# Casa dels Signataris
La Casa dels Signataris (en lituà: Signatarų namai, anteriorment coneguda com la «Casa de Sztral») és un edifici històric al carrer Pilies de Vílnius, on el 16 de febrer de 1918, va ser signada per vint membres del Consell de Lituània la Declaració d'Independència de Lituània.

## Història
L'edifici va ser esmentat per primera vegada en escrit, en un decret emès l'any 1645. La casa va canviar de propietari diverses vegades durant els segles xvii i xviii, i després de grans incendis en aquest últim segle, es va sotmetre a una reconstrucció en què es va edificar una nova tercera planta. Al segle xix, Kazimierz Sztral va renovar l'edifici en un estil neorenaixentista d'un projecte realitzat per l'arquitecte rus Alexiey Polozov. Al segon pis de la façana exterior, té escultures decoratives dintre d'unes fornícules que simbolitzen l'agricultura i la pesca, mentre que a la tercera planta es van realitzar dos medallons amb busts masculins. El nou propietari Sztral, va obrir el famós cafè «Biały Sztral», que va funcionar fins al 1939. El cafè va ser anomenat «White Sztral» (o «Sztrall») per distingir-ho d'altres quatre cafès propietat de Kazimierz Sztrall, incloent el «Zielony Sztral» (verd) i «Czerwony Sztral» (vermell). El local del cafè, era freqüentat per l'alta societat i va ser immortalitzat per Konstanty Ildefons Gałczyński a les seves Elegies Vilnian.
Encara que tancat després de la presa de possessió de la ciutat, aviat es va tornar a obrir i va albergar la «Ksantypa» cabaret dirigit per artistes que van fugir de la part ocupada pels nazis de Polònia, entre ells Janusz Minkiewicz, Mieczysław Szpakiewicz, Stanisława Perzanowska, Marta Mirska i Światopełk Karpiński. Com a tal, va funcionar fins a la segona ocupació soviètica. El cafè es va tornar a obrir l'any 2000.
Abans de 1918, els pisos superiors van ser llogats. El Comitè d'Auxili lituà operava a l'edifici durant la Primera Guerra Mundial. En una de les oficines de la Comissió al tercer pis, el 16 de febrer de 1918, els vint membres del Consell de Lituània van signar la Declaració d'Independència de Lituània, el restabliment de la independència de Lituània. Després la casa va ser adaptada a les necessitats de diverses organitzacions lituanes, així com per servir com residencia.
Poc després que Lituània va recuperar la seva independència el 1990 de la Unió Soviètica, l'edifici va ser dedicat a museu, i es va obrir al públic l'any 2000. Des del 2003, el museu ha estat una branca del Museu Nacional de Lituània. Les cerimònies de commemoració anuals de la independència s'organitzen a la Casa dels Signataris cada 16 de febrer.